# Juan Brujo
John Lepe, mejor conocido como Juan Brujo, fue el vocalista de la banda de metan extremo Brujería.